# Ulf Broström
Ulf Teodor Fritiof Broström, född 30 maj 1932 i Umeå stadsförsamling i Västerbottens län, är en svensk militär och ämbetsman.

## Biografi
Broström avlade officersexamen vid Krigsskolan 1956 och utnämndes samma år till fänrik vid Västerbottens regemente, där han befordrades till kapten 1964. Han inträdde i Generalstabskåren 1966 och tjänstgjorde vid Arméstaben och Försvarsstaben 1966–1970. Han befordrades till major vid Västerbottens regemente 1972. Åren 1970–1986 tjänstgjorde han vid Överstyrelsen för ekonomiskt försvar: som avdelningsdirektör i Planeringssekretariatet i Planeringsavdelningen 1970–1978 och som chef för Samordningsenheten 1978–1986. Åren 1986–1988 var han chef för Planerings- och beredskapsbyrån vid Överstyrelsen för civil beredskap (ÖCB), varpå han var kanslichef i Östra civilområdet 1988–1991. Därefter tjänstgjorde han åter som byråchef vid ÖCB 1991–1997 och även som byråchef vid Försvarsdepartementet.
Ulf Broström invaldes som ledamot av Kungliga Krigsvetenskapsakademien 1979.